# Hamburg European Open
L'Hamburg European Open o German Open Hamburg è un torneo maschile di tennis che si disputa con cadenza annuale sui campi in terra rossa dell'Am Rothenbaum ad Amburgo, in Germania. La prima edizione si tenne nel 1892 e fu riservata agli uomini, la prima edizione femminile si svolse nel 1896. Il torneo femminile, che avrebbe preso il nome WTA Hamburg, fu dismesso nel 2002 e ripristinato nel 2021. Dal 2000 al 2008 il torneo maschile fece parte del circuito Masters Series e dal 2009 fa parte dell'odierna categoria ATP Tour 500.

## Storia
Il torneo fu fondato nel 1892 da Carl August von der Meden, si svolse in estate sulla pista di pattinaggio su ghiaccio del club Eisbahnvereins auf der Uhlenhorst nel quartiere Uhlenhorst di Amburgo e fu nei primi anni riservato a tennisti uomini tedeschi e austriaci. Nel 1894 si giocò per la prima volta all'Eisbahnverein vor dem Dammtor, un altro club di pattinaggio su ghiaccio sui cui campi in seguito sarebbe sorto l'Am Rothenbaum, l'impianto che ospita oggi il torneo. Nei primi anni il torneo si svolse alternativamente in queste due sedi. A partire dal 1896 si tennero anche i tornei femminili, l'anno successivo furono ammessi per la prima volta gli stranieri e il torneo prese il nome di Internazionali di Germania. Dal 1898 al 1901 si giocò a Bad Homburg vor der Höhe e nel 1902 fu inserito per la prima volta il torneo di doppio maschile. L'evento non fu disputato tra il 1914 e il 1919 a causa della prima guerra mondiale e dal 1924 il torneo si disputa esclusivamente all'Am Rothenbaum di Amburgo, nei cui uffici in seguito avrebbe portato la sede la Federazione Tedesca Tennis, la Deutschen Tennis Bund (DTB).
Il torneo fu nuovamente interrotto nel 1940 per la seconda guerra mondiale, e gli ingenti danni riportati consentirono la ripresa solo nel 1948, durante l'occupazione dei britannici. A partire dagli anni Cinquanta iniziarono a vincere il titolo con continuità i tennisti stranieri, mentre fino al 1939 erano stati i giocatori di casa a dominare la scena. Il torneo acquisì crescente importanza e cominciarono ad arrivare i migliori tennisti del mondo, nel 1956 e nel 1964 vi furono due ristrutturazioni dello stadio con la capienza che fu portata a 8 000 posti. Nel 1979 il torneo femminile fu spostato a Berlino e prese il nome Internazionali femminili di Germania. Nel 1974 si era tenuto l'ultimo torneo di doppio misto.
Nel 1981 il montepremi del torneo maschile fu portato per la prima volta a 200 000 dollari. Nel 1990, contestualmente alla nascita dell'ATP Tour, il torneo di Amburgo fu inserito nel circuito dei migliori tornei mondiali dopo quelli del Grande Slam, denominato ATP Championships Series Single Week, che in seguito avrebbe preso altri nomi tra cui Masters 1000. Amburgo fu inserita nel calendario subito dopo gli Internazionali d'Italia. Gli incontri del torneo furono giocati al meglio dei cinque set fino al 2007. Nel 2009 il suo posto come terzo Masters su terra rossa fu preso dal Madrid Open, il torneo di Amburgo fu retrocesso alla categoria ATP 500 e ricollocato nella terza settimana di luglio.
Nel 2019 il torneo prese il nome Hamburg European Open. L'edizione del 2020, inizialmente cancellata a causa della pandemia di COVID-19, fu disputata a settembre. Nel 2025 il torneo è stato spostato da luglio a maggio, a ridosso dello Slam su terra, l'Open di Francia.

## Albo d'oro

### Legenda
| ATP Championships Series Single Week/ATP Super 9/Tennis Masters Series/ATP Masters Series |
| ATP Tour 500                                                                              |
| Grand Prix                                                                                |

### Singolare
| Anno       | Campione                | Finalista                    | Punteggio                     |
| ---------- | ----------------------- | ---------------------------- | ----------------------------- |
| 1892       | Walter Bonne            | R.A. Leers                   | 7–5, 6–3                      |
| 1893       | Christian Winzer        | Walter Bonne                 | 6–4, 6–0, 3–6, 6–3            |
| 1894       | Graf Victor Voß (1)     | Christian Winzer             | 6–1, 6–4, 11–9                |
| 1895       | Graf Victor Voß (2)     | Christian Winzer             | 6–2, 6–1, 6–2                 |
| 1896       | Graf Victor Voß (3)     | Georg Wantzelius             | 6–1, 6–0, 6–1                 |
| 1897       | George Hillyard (1)     | George Courtenay Ball Greene | 6–1, 6–2, 6–3                 |
| 1898       | Harold Mahony           | Joshua Pim                   | 6–4, 6–3, 6–4                 |
| 1899       | Clarence Hobart         | Harold Mahony                | 8–6, 8–10, 6–0, 6–8, 8–6      |
| 1900       | George Hillyard (2)     | Laurence Doherty             | finale non disputata          |
| 1901       | Max Décugis (1)         | Frederick William Payn       | 6–4, 6–4, 4–6, 6–2            |
| 1902       | Max Décugis (2)         | John Mason Flavelle          | 4–6, 2–6, 7–5, 7–5, 6–0       |
| 1903       | Josiah Ritchie (1)      | Max Décugis                  | finale non disputata          |
| 1904       | Josiah Ritchie (2)      | Kurt von Wessely             | 6–4, 6–0, 10–8                |
| 1905       | Josiah Ritchie (3)      | Anthony Wilding              | 8–6, 7–5, 8–6                 |
| 1906       | Josiah Ritchie (4)      | Friedrich Wilhelm Rahe       | 6–2, 6–2, 6–0                 |
| 1907       | Otto Froitzheim (1)     | Josiah Ritchie               | 7–5, 6–3, 6–4                 |
| 1908       | Josiah Ritchie (5)      | George K. Logie              | 6–1, 6–1, 6–3                 |
| 1909       | Otto Froitzheim (2)     | Friedrich Wilhelm Rahe       | 6–0, 6–2, 6–3                 |
| 1910       | Otto Froitzheim (3)     | Kurt Bergmann                | finale non disputata          |
| 1911       | Otto Froitzheim (4)     | Felix Pipes                  | 6–3, 6–2, 6–1                 |
| 1912       | Otto von Müller         | Heinrich Schomburgk          | 2–6, 6–1, 6–4, 6–2            |
| 1913       | Heinrich Schomburgk     | Otto von Müller              | 6–2, 6–4, 7–5                 |
| 1914- 1919 | non disputato           | non disputato                | non disputato                 |
| 1920       | Oscar Kreuzer           | Louis Maria Heyden           | 6–0, 6–0, 6–2                 |
| 1921       | Otto Froitzheim (5)     | Robert Kleinschroth          | 6–4, 8–6 ritirato             |
| 1922       | Otto Froitzheim (6)     | Friedrich Wilhelm Rahe       | 2–6, 6–0, 8–6, 6–1            |
| 1923       | Heinz Landmann          | Louis Maria Heyden           | 6–2, 6–3, 7–5                 |
| 1924       | Béla von Kehrling       | Louis Maria Heyden           | 8–6, 6–1, 9–7                 |
| 1925       | Otto Froitzheim (7)     | Béla von Kehrling            | 6–4, 6–1, 4–6, 6–1            |
| 1926       | Hans Moldenhauer (1)    | Walter Dessart               | 6–2, 6–2, 6–1                 |
| 1927       | Hans Moldenhauer (2)    | Willy Hannemann              | 6–2, 4–6, 6–4, 6–4            |
| 1928       | Daniel Prenn            | Hans Moldenhauer             | 6–1, 6–4, 6–3                 |
| 1929       | Christian Boussus (1)   | Otto Froitzheim              | 6–1, 4–6, 6–1, 6–8, 6–1       |
| 1930       | Christian Boussus (2)   | Yoshiro Ohta                 | 1–6, 8–6, 2–6, 6–4, 6–4       |
| 1931       | Roderich Menzel         | Gustav Jaenecke              | 6–2, 6–2, 6–1                 |
| 1932       | Gottfried von Cramm (1) | Roderich Menzel              | 3–6, 6–2, 6–2, 6–3            |
| 1933       | Gottfried von Cramm (2) | Roderich Menzel              | 7–5, 2–6, 4–6, 6–3, 6–4       |
| 1934       | Gottfried von Cramm (3) | Clayton Lee Burwell          | 6–2, 6–1, 6–4                 |
| 1935       | Gottfried von Cramm (4) | Otto Szigeti                 | 6–3, 6–3, 6–3                 |
| 1936       | non disputato           | non disputato                | non disputato                 |
| 1937       | Henner Henkel (1)       | Vivian Mc Grath              | 1–6, 6–3, 8–6, 3–6, 6–1       |
| 1938       | Otto Szigeti            | Bernard Destremau            | 8–6, 6–8, 6–3, 6–3            |
| 1939       | Henner Henkel (2)       | Roderich Menzel              | 4–6, 6–4, 6–0, 6–1            |
| 1940– 1947 | non disputato           | non disputato                | non disputato                 |
| 1948       | Gottfried von Cramm (5) | Helmut Gulcz                 | 6–4, 6–1, 4–6, 6–3            |
| 1949       | Gottfried von Cramm (6) | Ernst Buchholz               | 7–5, 6–1, 6–0                 |
| 1950       | Jaroslav Drobný         | Gottfried von Cramm          | 6–3, 6–4, 6–4                 |
| 1951       | Lennart Bergelin        | Sven Davidson                | 4–6, 6–3, 4–6, 6–4, 7–5       |
| 1952       | Eric Sturgess           | Jaroslav Drobný              | 6–3, 6–2, 6–3                 |
| 1953       | Budge Patty (1)         | Fausto Gardini               | 6–3, 6–2, 6–3                 |
| 1954       | Budge Patty (2)         | Sven Davidson                | 6–1, 6–1, 7–5                 |
| 1955       | Arthur Larsen           | Władysław Skonecki           | 3–6, 6–3, 7–5, 6–8, 6–3       |
| 1956       | Lew Hoad                | Orlando Sirola               | 6–2, 5–7, 6–4, 8–6            |
| 1957       | Mervyn Rose             | Pierre Darmon                | 6–3, 6–0, 6–1                 |
| 1958       | Sven Davidson           | Jacques Brichant             | 5–7, 6–4, 0–6, 9–7, 6–3       |
| 1959       | William Knight          | Ian Vermaak                  | 4–6, 6–4, 4–6, 6–3, 8–6       |
| 1960       | Nicola Pietrangeli      | Jan-Erik Lundquist           | 6–3, 2–6, 6–4, 6–2            |
| 1961       | Rod Laver (1)           | Luis Ayala                   | 6–2, 6–8, 5–7, 6–1, 6–2       |
| 1962       | Rod Laver (2)           | Manuel Santana               | 8–6, 7–5, 6–4                 |
| 1963       | Martin Mulligan         | Bob Hewitt                   | 6–0, 0–6, 8–6, 6–2            |
| 1964       | Wilhelm Bungert         | Christian Kuhnke             | 0–6, 6–4, 7–5, 6–2            |
| 1965       | Cliff Drysdale          | Boro Jovanović               | 6–2, 6–4, 3–6, 6–3            |
| 1966       | Fred Stolle             | István Gulyás                | 2–6, 7–5, 6–1, 6–2            |
| 1967       | Roy Emerson             | Manuel Santana               | 6–3, 6–3, 6–1                 |
| 1968       | John Newcombe           | Cliff Drysdale               | 6–3, 6–2, 6–4                 |
| 1969       | Tony Roche              | Tom Okker                    | 6–1, 5–7, 7–5, 8–6            |
| 1970       | Tom Okker               | Ilie Năstase                 | 4–6, 6–3, 6–3, 6–4            |
| 1971       | Andrés Gimeno           | Peter Szoke                  | 6–3, 6–2, 6–2                 |
| 1972       | Manuel Orantes (1)      | Adriano Panatta              | 6–3, 9–8, 6–0                 |
| 1973       | Eddie Dibbs (1)         | Karl Meiler                  | 6–1, 3–6, 7–6, 6–3            |
| 1974       | Eddie Dibbs (2)         | Hans-Joachim Plötz           | 6–2, 6–2, 6–3                 |
| 1975       | Manuel Orantes (2)      | Jan Kodeš                    | 3–6, 6–2, 6–2, 4–6, 6–1       |
| 1976       | Eddie Dibbs (3)         | Manuel Orantes               | 6–4, 4–6, 6–1, 2–6, 6–1       |
| 1977       | Paolo Bertolucci        | Manuel Orantes               | 6–3, 4–6, 6–2, 6–3            |
| 1978       | Guillermo Vilas         | Wojciech Fibak               | 6–2, 6–4, 6–2                 |
| 1979       | José Higueras (1)       | Harold Solomon               | 3–6, 6–1, 6–4, 6–1            |
| 1980       | Harold Solomon          | Guillermo Vilas              | 6–7, 6–2, 6–4, 2–6, 6–3       |
| 1981       | Peter McNamara          | Jimmy Connors                | 7–6, 6–1, 4–6, 6–4            |
| 1982       | José Higueras (2)       | Peter McNamara               | 4–6, 6–7, 7–6, 6–3, 7–6       |
| 1983       | Yannick Noah            | José Higueras                | 3–6, 7–5, 6–2, 6–0            |
| 1984       | Juan Aguilera (1)       | Henrik Sundström             | 6–4, 2–6, 2–6, 6–4, 6–4       |
| 1985       | Miloslav Mečíř          | Henrik Sundström             | 6–4, 6–1, 6–4                 |
| 1986       | Henri Leconte           | Miloslav Mečíř               | 6–2, 5–7, 6–4, 6–2            |
| 1987       | Ivan Lendl (1)          | Miloslav Mečíř               | 6–1, 6–3, 6–3                 |
| 1988       | Kent Carlsson           | Henri Leconte                | 6–2, 6–1, 6–4                 |
| 1989       | Ivan Lendl (2)          | Horst Skoff                  | 6–4, 6–1, 6–3                 |
| 1990       | Juan Aguilera (2)       | Boris Becker                 | 6–1, 6–0, 7–6(7)              |
| 1991       | Karel Nováček           | Magnus Gustafsson            | 6–3, 6–3, 5–7, 0–6, 6–1       |
| 1992       | Stefan Edberg           | Michael Stich                | 5–7, 6–4, 6–1                 |
| 1993       | Michael Stich           | Andrej Česnokov              | 6–3, 6(1)–7, 7–6(7), 6–4      |
| 1994       | Andrij Medvedjev (1)    | Evgenij Kafel'nikov          | 6–4, 6–4, 3–6, 6–3            |
| 1995       | Andrij Medvedjev (2)    | Goran Ivanišević             | 6–3, 6–2, 6–1                 |
| 1996       | Roberto Carretero       | Àlex Corretja                | 2–6, 6–4, 6–4, 6–4            |
| 1997       | Andrij Medvedjev (3)    | Félix Mantilla               | 6–0, 6–4, 6–2                 |
| 1998       | Albert Costa            | Àlex Corretja                | 6–2, 6–0, 1–0 ritirato        |
| 1999       | Marcelo Ríos            | Mariano Zabaleta             | 6(5)–7, 7–5, 5–7, 7–6(5), 6–2 |
| 2000       | Gustavo Kuerten         | Marat Safin                  | 6–4, 5–7, 6–4, 5–7, 7–6(7)    |
| 2001       | Albert Portas           | Juan Carlos Ferrero          | 4–6, 6–2, 0–6, 7–6(5), 7–5    |
| 2002       | Roger Federer (1)       | Marat Safin                  | 6–1, 6–3, 6–4                 |
| 2003       | Guillermo Coria         | Agustín Calleri              | 6–3, 6–4, 6–4                 |
| 2004       | Roger Federer (2)       | Guillermo Coria              | 4–6, 6–4, 6–2, 6–3            |
| 2005       | Roger Federer (3)       | Richard Gasquet              | 6–3, 7–5, 7–6(4)              |
| 2006       | Tommy Robredo           | Radek Štěpánek               | 6–1, 6–3, 6–3                 |
| 2007       | Roger Federer (4)       | Rafael Nadal                 | 2–6, 6–2, 6–0                 |
| 2008       | Rafael Nadal (1)        | Roger Federer                | 7–5, 6(3)–7, 6–3              |
| 2009       | Nikolaj Davydenko       | Paul-Henri Mathieu           | 6–4, 6–2                      |
| 2010       | Andrej Golubev          | Jürgen Melzer                | 6–3, 7–5                      |
| 2011       | Gilles Simon            | Nicolás Almagro              | 6–4, 4–6, 6–4                 |
| 2012       | Juan Mónaco             | Tommy Haas                   | 7–5, 6–4                      |
| 2013       | Fabio Fognini           | Federico Delbonis            | 4–6, 7–6(8), 6–2              |
| 2014       | Leonardo Mayer (1)      | David Ferrer                 | 6(3)–7, 6–1, 7–6(4)           |
| 2015       | Rafael Nadal (2)        | Fabio Fognini                | 7–5, 7–5                      |
| 2016       | Martin Kližan           | Pablo Cuevas                 | 6–1, 6–4                      |
| 2017       | Leonardo Mayer (2)      | Florian Mayer                | 6–4, 4–6, 6–3                 |
| 2018       | Nikoloz Basilašvili (1) | Leonardo Mayer               | 6–4, 0–6, 7–5                 |
| 2019       | Nikoloz Basilašvili (2) | Andrej Rublëv                | 7–5, 4–6, 6–3                 |
| 2020       | Andrej Rublëv           | Stefanos Tsitsipas           | 6–4, 3–6, 7–5                 |
| 2021       | Pablo Carreño Busta     | Filip Krajinović             | 6–2, 6–4                      |
| 2022       | Lorenzo Musetti         | Carlos Alcaraz               | 6–4, 6(6)–7, 6–4              |
| 2023       | Alexander Zverev        | Laslo Đere                   | 7–5, 6–3                      |
| 2024       | Arthur Fils             | Alexander Zverev             | 6–3, 3–6, 7–6(1)              |
| 2025       | Flavio Cobolli          | Andrej Rublëv                | 6–2, 6–4                      |

### Doppio
| Anno       | Campioni                                       | Finalisti                                      | Punteggio               |
| ---------- | ---------------------------------------------- | ---------------------------------------------- | ----------------------- |
| 1902       | Max Décugis Maurice Germot                     |                                                |                         |
| 1903       | Rolf Kinzl (1) Kurt von Wessely (1)            |                                                |                         |
| 1904       | Josiah Ritchie (1) Wilmot Ernest Lane          |                                                |                         |
| 1905       | Tony Wilding E. Spitz                          |                                                |                         |
| 1906       | Josiah Ritchie (2) Gerhard Frankenberg Adler   |                                                |                         |
| 1907       | Otto Froitzheim (1) Louis Trasenster (1)       |                                                |                         |
| 1908       | Otto von Müller (1) Heinrich Schomburgk (1)    |                                                |                         |
| 1909       | Friedrich Rahe (1) Curt Bergmann               |                                                |                         |
| 1910       | Otto von Müller (2) Heinrich Schomburgk (2)    |                                                |                         |
| 1911       | Otto Froitzheim (2) Felix Pipes                |                                                |                         |
| 1912       | Luis Maria Heyden (1) Louis Trasenster (2)     |                                                |                         |
| 1913       | Rolf Kinzl (2) Kurt von Wessely (2)            |                                                |                         |
| 1914- 1919 | Non disputato                                  | Non disputato                                  | Non disputato           |
| 1920       | Ludwig von Salm-Hoogstraeten Oscar Kreuzer (1) |                                                |                         |
| 1921       | Luis Maria Heyden (2) Heinrich Schomburgk (3)  |                                                |                         |
| 1922       | Otto Froitzheim (3) Oscar Kreuzer (2)          |                                                |                         |
| 1923       | Friedrich Rahe (2) Béla von Kehrling (1)       |                                                |                         |
| 1924       | Friedrich Rahe (3) Béla von Kehrling (2)       |                                                |                         |
| 1925       | Otto Froitzheim (4) Oscar Kreuzer (3)          |                                                |                         |
| 1926       | Friedrich Rahe (4) Béla von Kehrling (3)       |                                                |                         |
| 1927       | Donald Greig Maurice Summerson                 |                                                |                         |
| 1928       | Jack Cummings Edgar Moon (1)                   |                                                |                         |
| 1929       | Jacques Brugnon Christian Boussus              |                                                |                         |
| 1930       | Jack Crawford (1) Edgar Moon (2)               | Tamino Abe Takeichi Harada                     | 6–3, 2–6, 6–4, 6–3      |
| 1931       | Walter Dessart Eberhard Nourney                | René de Buzelet Christian Boussus              | 6–3, 6–3, 5–7, 4–6, 6–0 |
| 1932       | Jack Crawford (2) Harry Hopman                 |                                                |                         |
| 1933       | Ryōsuke Nunoi Jiro Satoh                       |                                                |                         |
| 1934       | Enrique Maier Adrian Quist (1)                 |                                                |                         |
| 1935       | Henner Henkel (1) Helmut Denker                |                                                |                         |
| 1936       | Non disputato                                  | Non disputato                                  | Non disputato           |
| 1937       | Jack Crawford (3) Vivian McGrath               |                                                |                         |
| 1938       | Yvon Petra Jean Lesueur                        |                                                |                         |
| 1939       | Henner Henkel (2) Roderich Menzel              |                                                |                         |
| 1940- 1947 | Non disputato                                  | Non disputato                                  | Non disputato           |
| 1948       | Gottfried von Cramm (1) Jack Harper (1)        | Werner Beuthner Ferdinand Henkel               | 6–3, 6–3, 6–1           |
| 1949       | Gottfried von Cramm (2) Jack Harper (2)        | Ernst Buchholz Engelbert Koch                  | 6–3, 7–5, 5–7, 6–4      |
| 1950       | Adrian Quist (2) Bill Sidwell                  | Gottfried von Cramm Jack Harper                | 6–4, 8–6, 6–2           |
| 1951       | Kurt Nielsen Torben Ulrich (1)                 | Gottfried von Cramm Rolf Göpfert               | 4–6, 6–3, 4–6, 6–4, 7–5 |
| 1952       | Jaroslav Drobný Ian Avre                       | Tony Mottram Eric Sturgess                     | 3–6, 8–6, 6–3           |
| 1953       | Gottfried von Cramm (3) Budge Patty (1)        | Freddie Huber Hans Redl                        | 8–6, 4–6, 3–6, 6–2, 6–2 |
| 1954       | Gottfried von Cramm (4) Budge Patty (2)        | Lennart Bergelin Sven Davidson                 | 9–7, 6–4, 6–2           |
| 1955       | Gottfried von Cramm (5) Budge Patty (3)        | Adrian Quist William Russel Seymour            | 6–1, 7–9, 6–4, 9–7      |
| 1956       | Don Candy (1) Lew Hoad                         | Luis Ayala Sven Davidson                       | 6–4, 7–5, 6–2           |
| 1957       | Don Candy (2) Mervyn Rose                      | Nicola Pietrangeli Orlando Sirola              | 10–8, 6–3, 6–3          |
| 1958       | Francisco Contreras Mario Llamas               | Ladislav Legenstein Vladimir Petrović          | 6–3, 6–4, 6–3           |
| 1959       | Don Candy (3) Luis Ayala                       | Billy Knight Carlos Fernandes                  | 6–8, 6–3, 7–5, 6–2      |
| 1960       | Roy Emerson Neale Fraser                       | Peter Schell Ladislav Legenstein               | 7–5, 3–6, 6–3, 9–7      |
| 1961       | Bob Hewitt (1) Fred Stolle (1)                 | Luis Ayala Rod Laver                           | 6–2, 6–4, 6–2           |
| 1962       | Bob Hewitt (2) Martin Mulligan                 | Ken Fletcher John Newcombe                     | 3–6, 3–6, 6–4, 6–2, 6–4 |
| 1963       | Bob Hewitt (3) Fred Stolle (2)                 | Nicola Pietrangeli Martin Mulligan             | 6–4, 8–10, 9–7, 6–2     |
| 1964       | José Luis Arilla Manuel Santana                | Wilhelm Bungert Ken Fletcher                   | 6–4, 1–6, 7–5, 6–3      |
| 1965       | Ingo Buding Christian Kuhnke                   | Bill Bowrey Owen Davidson                      | 7–5, 6–4, 6–2           |
| 1966       | Fred Stolle (3) Torben Ulrich (2)              | Sergej Lichačëv Aleksandre Met'reveli          | 6–8, 7–5, 7–5, 6–4      |
| 1967       | Bob Hewitt (4) Frew McMillan (1)               | Roy Emerson Manuel Santana                     | 8–6, 4–6, 2–6, 7–5, 6–1 |
| 1968       | Milan Holeček Jan Kodeš (1)                    | John Newcombe Tony Roche                       | 6–4, 6–4, 7–5           |
| 1969       | Tom Okker (1) Marty Riessen                    | Jean-Claude Barclay Jürgen Fassbender          | 6–1, 6–2, 6–4           |
| 1970       | Bob Hewitt (5) Frew McMillan (2)               | Tom Okker Nikola Pilić                         | 6–3, 7–5, 6–2           |
| 1971       | John Alexander Andrés Gimeno                   | Dick Crealy Allan Stone                        | 6–4, 7–5, 7–9, 6–4      |
| 1972       | Jan Kodeš (2) Ilie Năstase                     | Bob Hewitt Ion Țiriac                          | 4–6, 6–0, 3–6, 6–2, 6–2 |
| 1973       | Jürgen Fassbender (1) Hans-Jürgen Pohmann (1)  | Manuel Orantes Ion Țiriac                      | 6–1, 6–3                |
| 1974       | Jürgen Fassbender (2) Hans-Jürgen Pohmann (2)  | Brian Gottfried Raúl Ramírez                   | 6–3, 6–4, 6–4           |
| 1975       | Juan Gisbert Manuel Orantes                    | Wojciech Fibak Jan Kodeš                       | 6–3, 7–6                |
| 1976       | Fred McNair Sherwood Stewart                   | Dick Crealy Kim Warwick                        | 7–6, 7–6, 7–6           |
| 1977       | Bob Hewitt (6) Karl Meiler                     | Phil Dent Kim Warwick                          | 3–6, 6–3, 6–4, 6–4      |
| 1978       | Wojciech Fibak Tom Okker (2)                   | Antonio Muñoz Víctor Pecci                     | 6–2, 6–4                |
| 1979       | Jan Kodeš (2) Tomáš Šmíd (1)                   | Mark Edmondson John Marks                      | 6–3, 6–1, 7–6           |
| 1980       | Hans Gildemeister (1) Andrés Gómez (1)         | Reinhart Probst Max Wunschig                   | 6–3, 6–4                |
| 1981       | Hans Gildemeister (2) Andrés Gómez (2)         | Peter McNamara Paul McNamee                    | 6–4, 3–6, 6–4           |
| 1982       | Pavel Složil Tomáš Šmíd (2)                    | Anders Järryd Hans Simonsson                   | 6–4, 6–3                |
| 1983       | Heinz Günthardt Balázs Taróczy                 | Mark Edmondson Brian Gottfried                 | 7–6, 4–6, 6–4           |
| 1984       | Stefan Edberg Anders Järryd                    | Heinz Günthardt Balázs Taróczy                 | 6–3, 6–1                |
| 1985       | Hans Gildemeister (3) Andrés Gómez (3)         | Heinz Günthardt Balázs Taróczy                 | 6–4, 6–3                |
| 1986       | Sergio Casal (1) Emilio Sánchez (1)            | Boris Becker Eric Jelen                        | 6–4, 6–1                |
| 1987       | Miloslav Mečíř Tomáš Šmíd (3)                  | Claudio Mezzadri Jim Pugh                      | 6–4, 7–6, 6–2           |
| 1988       | Darren Cahill Laurie Warder                    | Rick Leach Jim Pugh                            | 6–0, 5–7, 6–4           |
| 1989       | Emilio Sánchez (2) Javier Sánchez (1)          | Boris Becker Eric Jelen                        | 6–4, 6–1                |
| 1990       | Sergi Bruguera Jim Courier                     | Udo Riglewski Michael Stich                    | 4–6, 6–1, 7–6           |
| 1991       | Sergio Casal (2) Emilio Sánchez (3)            | Cássio Motta Danie Visser                      | 7–6, 7–6                |
| 1992       | Sergio Casal (3) Emilio Sánchez (4)            | Carl-Uwe Steeb Michael Stich                   | 6–3, 3–6, 6–4           |
| 1993       | Paul Haarhuis Mark Koevermans                  | Grant Connell Patrick Galbraith                | 6–4, 6–7, 7–6           |
| 1994       | Scott Melville Piet Norval                     | Henrik Holm Anders Järryd                      | 6–3, 6–4                |
| 1995       | Wayne Ferreira Evgenij Kafel'nikov             | Byron Black Andrej Ol'chovskij                 | 6–1, 7–6                |
| 1996       | Mark Knowles (1) Daniel Nestor (1)             | Guy Forget Jakob Hlasek                        | 6–2, 6–4                |
| 1997       | Luis Lobo Javier Sánchez (2)                   | Neil Broad Piet Norval                         | 6–3, 7–6                |
| 1998       | Donald Johnson Francisco Montana               | David Adams Brett Steven                       | 6–2, 7–5                |
| 1999       | Wayne Arthurs Andrew Kratzmann                 | Paul Haarhuis Jared Palmer                     | 4–6, 7–6(5), 6–4        |
| 2000       | Todd Woodbridge (1) Mark Woodforde             | Wayne Arthurs Sandon Stolle                    | 6(4)–7, 6–4, 6–3        |
| 2001       | Jonas Björkman Todd Woodbridge (2)             | Daniel Nestor Sandon Stolle                    | 7–6(2), 3–6, 6–3        |
| 2002       | Mahesh Bhupathi Jan-Michael Gambill            | Jonas Björkman Todd Woodbridge                 | 6–2, 6–4                |
| 2003       | Mark Knowles (2) Daniel Nestor (2)             | Mahesh Bhupathi Maks Mirny                     | 6–4, 7–6(10)            |
| 2004       | Wayne Black Kevin Ullyett (1)                  | Bob Bryan Mike Bryan                           | 6–4, 6–2                |
| 2005       | Jonas Björkman Maks Mirny                      | Michaël Llodra Fabrice Santoro                 | 4–6, 7–6(2), 7–6(3)     |
| 2006       | Paul Hanley (1) Kevin Ullyett (2)              | Mark Knowles Daniel Nestor                     | 6–2, 7–6(8)             |
| 2007       | Bob Bryan Mike Bryan                           | Paul Hanley Kevin Ullyett                      | 6–3, 6–4                |
| 2008       | Daniel Nestor (3) Nenad Zimonjić               | Bob Bryan Mike Bryan                           | 6–4, 5–7, [10–8]        |
| 2009       | Simon Aspelin Paul Hanley (2)                  | Marcelo Melo Filip Polášek                     | 6–3, 6–3                |
| 2010       | Marc López David Marrero (1)                   | Jérémy Chardy Paul-Henri Mathieu               | 6–3, 2–6, [10–8]        |
| 2011       | Oliver Marach (1) Alexander Peya               | František Čermák Filip Polášek                 | 6–4, 6–1                |
| 2012       | David Marrero (2) Fernando Verdasco            | Rogério Dutra da Silva Daniel Muñoz de la Nava | 6–4, 6–3                |
| 2013       | Mariusz Fyrstenberg Marcin Matkowski           | Alexander Peya Bruno Soares                    | 3–6, 6–1, [10–8]        |
| 2014       | Marin Draganja Florin Mergea                   | Alexander Peya Bruno Soares                    | 6–4, 7–5                |
| 2015       | Jamie Murray John Peers (1)                    | Juan Sebastián Cabal Robert Farah              | 2–6, 6–3, [10–8]        |
| 2016       | Henri Kontinen John Peers (2)                  | Daniel Nestor Aisam-ul-Haq Qureshi             | 7–5, 6–3                |
| 2017       | Ivan Dodig Mate Pavić                          | Pablo Cuevas Marc López                        | 6–3, 6–4                |
| 2018       | Julio Peralta Horacio Zeballos                 | Oliver Marach Mate Pavić                       | 6–1, 4–6, [10–6]        |
| 2019       | Oliver Marach (2) Jürgen Melzer                | Robin Haase Wesley Koolhof                     | 6–2, 7–6(3)             |
| 2020       | John Peers (3) Michael Venus (1)               | Ivan Dodig Mate Pavić                          | 6–3, 6–4                |
| 2021       | Tim Pütz (1) Michael Venus (2)                 | Kevin Krawietz Horia Tecău                     | 6–3, 6(3)–7, [10–8]     |
| 2022       | Lloyd Glasspool Harri Heliövaara               | Rohan Bopanna Matwé Middelkoop                 | 6–2, 6–4                |
| 2023       | Kevin Krawietz (1) Tim Pütz (2)                | Sander Gillé Joran Vliegen                     | 7–6(4), 6–3             |
| 2024       | Kevin Krawietz (2) Tim Pütz (3)                | Fabien Reboul Édouard Roger-Vasselin           | 7–6(8), 6–2             |
| 2025       | Andrea Vavassori Simone Bolelli                | Andrés Molteni Fernando Romboli                | 6–4, 6-0                |

## Record

### Singolare

#### Plurivincitori
Di seguito i tennisti vincitori di almeno due edizioni del torneo in singolare.
| Tennista            | Vittorie | Edizioni                                 |
| ------------------- | -------- | ---------------------------------------- |
| Otto Froitzheim     | 7        | 1907, 1909, 1910, 1911, 1921, 1922, 1925 |
| Gottfried von Cramm | 6        | 1932, 1933, 1934, 1935, 1948, 1949       |
| Josiah Ritchie      | 4        | 1903, 1904, 1905, 1906                   |
| Roger Federer       | 4        | 2002, 2004, 2005, 2007                   |
| Graf Victor Voß     | 3        | 1894, 1895, 1896                         |
| Eddie Dibbs         | 3        | 1973, 1974, 1976                         |
| Andrij Medvedjev    | 3        | 1994, 1995, 1997                         |
| George Hillyard     | 2        | 1897, 1900                               |
| Max Décugis         | 2        | 1901, 1902                               |
| Hans Moldenhauer    | 2        | 1926, 1927                               |
| Christian Boussus   | 2        | 1929, 1930                               |
| Henner Henkel       | 2        | 1937, 1939                               |
| Budge Patty         | 2        | 1953, 1954                               |
| Rod Laver           | 2        | 1961, 1962                               |
| Manuel Orantes      | 2        | 1972, 1975                               |
| José Higueras       | 2        | 1979, 1982                               |
| Ivan Lendl          | 2        | 1987, 1989                               |
| Juan Aguilera       | 2        | 1984, 1990                               |
| Rafael Nadal        | 2        | 2008, 2015                               |
| Leonardo Mayer      | 2        | 2014, 2017                               |
| Nikoloz Basilašvili | 2        | 2018, 2019                               |